# Croazia al Junior Eurovision Song Contest
La Croazia ha debuttato al Junior Eurovision Song Contest nel 2003, partecipando 6 volte da allora. L'emittente televisiva croata Hrvatska radiotelevizija (HRT) è responsabile per le partecipazioni alla competizione musicale.
La nazione si è ritirata prima nel 2007, a causa della difficoltà di trasmettere in live l'evento come da regolamento. Dopo un breve ritorno nel 2014, si ritira nuovamente dalla manifestazione citando delle difficoltà economiche, confermando il suo ritorno al concorso solo nel 2025 con il giovane Marino Vrgoč, vincitore della versione croata di The Voice Kids.

## Partecipazioni
- Primo posto
- Secondo posto
- Terzo posto
- Ultimo posto

| Anno                                    | Artista        | Canzone                | Lingua          | Posizione | Posizione |
| Anno                                    | Artista        | Canzone                | Lingua          | Finale    | Punti     |
| --------------------------------------- | -------------- | ---------------------- | --------------- | --------- | --------- |
| 2003                                    | Dino Jelusić   | Ti si moja prva ljubav | Croato          | 1º        | 134       |
| 2004                                    | Nika Turković  | Hej mali               | Croato          | 3º        | 126       |
| 2005                                    | Lorena Jelusić | Rock Baby              | Croato          | 12º       | 36        |
| 2006                                    | Mateo Ðido     | Lea                    | Croato          | 10º       | 50        |
| Nessuna partecipazione dal 2007 al 2013 |                |                        |                 |           |           |
| 2014                                    | Josie          | Game Over              | Croato, inglese | 16º       | 13        |
| Nessuna partecipazione dal 2015 al 2024 |                |                        |                 |           |           |
| 2025                                    | Marino Vrgoč   |                        |                 |           |           |

## Storia delle votazioni
Al 2014, le votazioni della Croazia sono state le seguenti: 
Punti dati
| Posizione | Stato                     | Punti |
| --------- | ------------------------- | ----- |
| 1         | Bielorussia               | 32    |
| 2         | Spagna                    | 28    |
| 3         | Grecia Macedonia del Nord | 22    |
| 5         | Belgio                    | 19    |

Punti ricevuti
| Posizione | Stato              | Punti |
| --------- | ------------------ | ----- |
| 1         | Macedonia del Nord | 44    |
| 2         | Paesi Bassi        | 26    |
| 3         | Norvegia Svezia    | 25    |
| 5         | Regno Unito        | 20    |